# 帝国電力排形電車

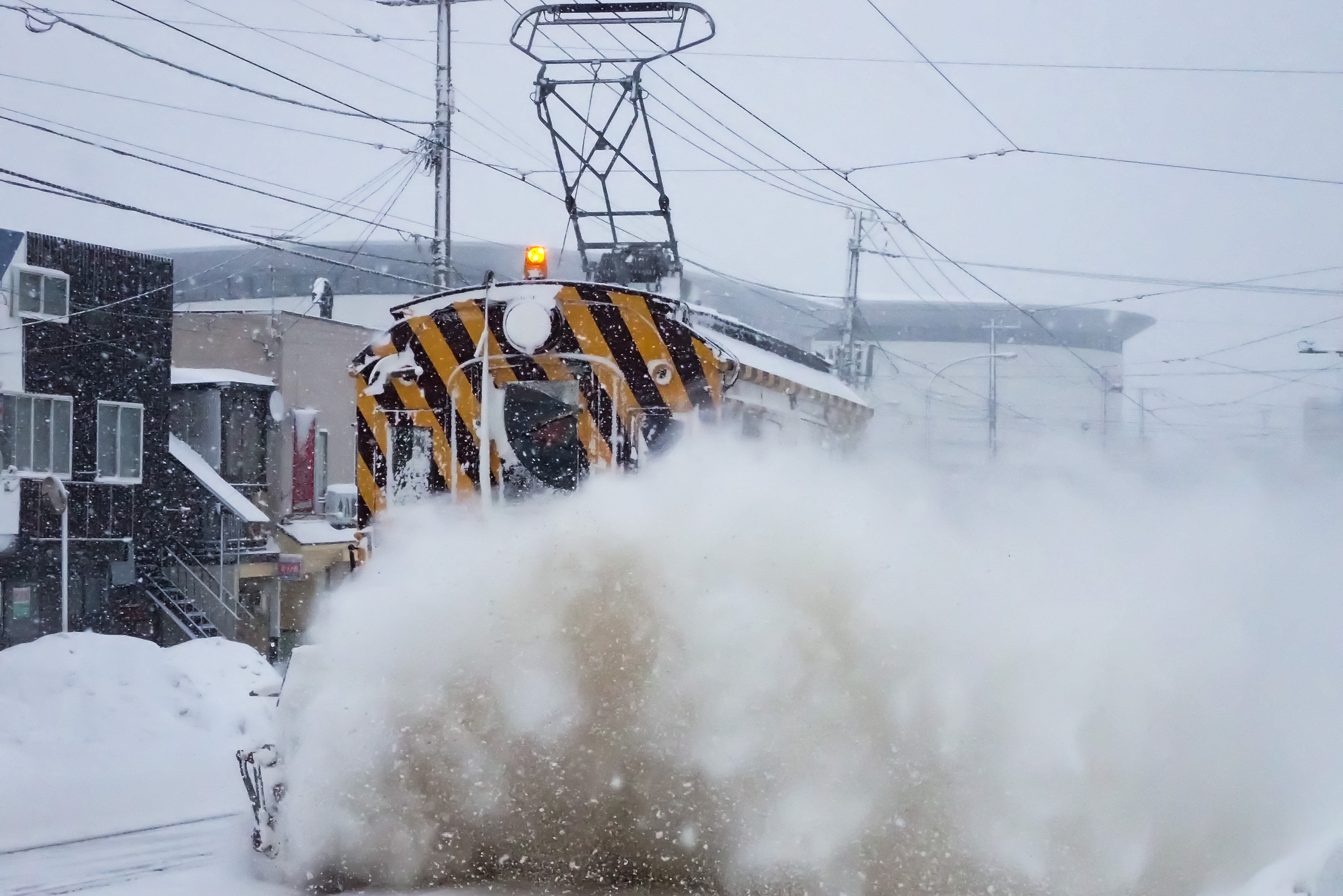
豪快に雪を巻き上げて走行する、函館市電排形排3号

帝国電力排形電車（ていこくでんりょくはいがたでんしゃ）は、1937年に登場した帝国電力（後の函館市交通局、現在の函館市企業局交通部。函館市電）の事業用路面電車車両（除雪車）である。

## 概要
1937年（昭和12年）に、明治から昭和初期にかけて旅客車として運行された車両を、除雪用の「ササラ電車」へ改造した車両である。

## 製造
当時函館市内で軌道事業を行っていた帝国電力が、1937年（昭和12年）に6両の旅客車を自社工場で改造し製造された。排1-4号は新造車両として認可されている。雪かき動力用には日立製作所HS301-B（18.7kW、600V）、主電動機は神鋼鳥羽MT-60（37.3kW、600V）へ交換している。
排1号と排2号は10形から改造され、排3号から排6号までが200形（2代）から改造されたが、以下のように細分される。
- 排1号 / 西鉄福岡市内線の基となった事業者「九州水力電気」より購入したとされる29号を改造。種車は川崎造船所製造。
- 排2号 / 成田電気軌道（旧：成宗電気軌道）から購入した39号を改造。
- 排3号 - 排6号 / 昭和9年に東京市電気局から購入した「ヨヘロ形」244号、245号、242号、243号を改造。

## 構造

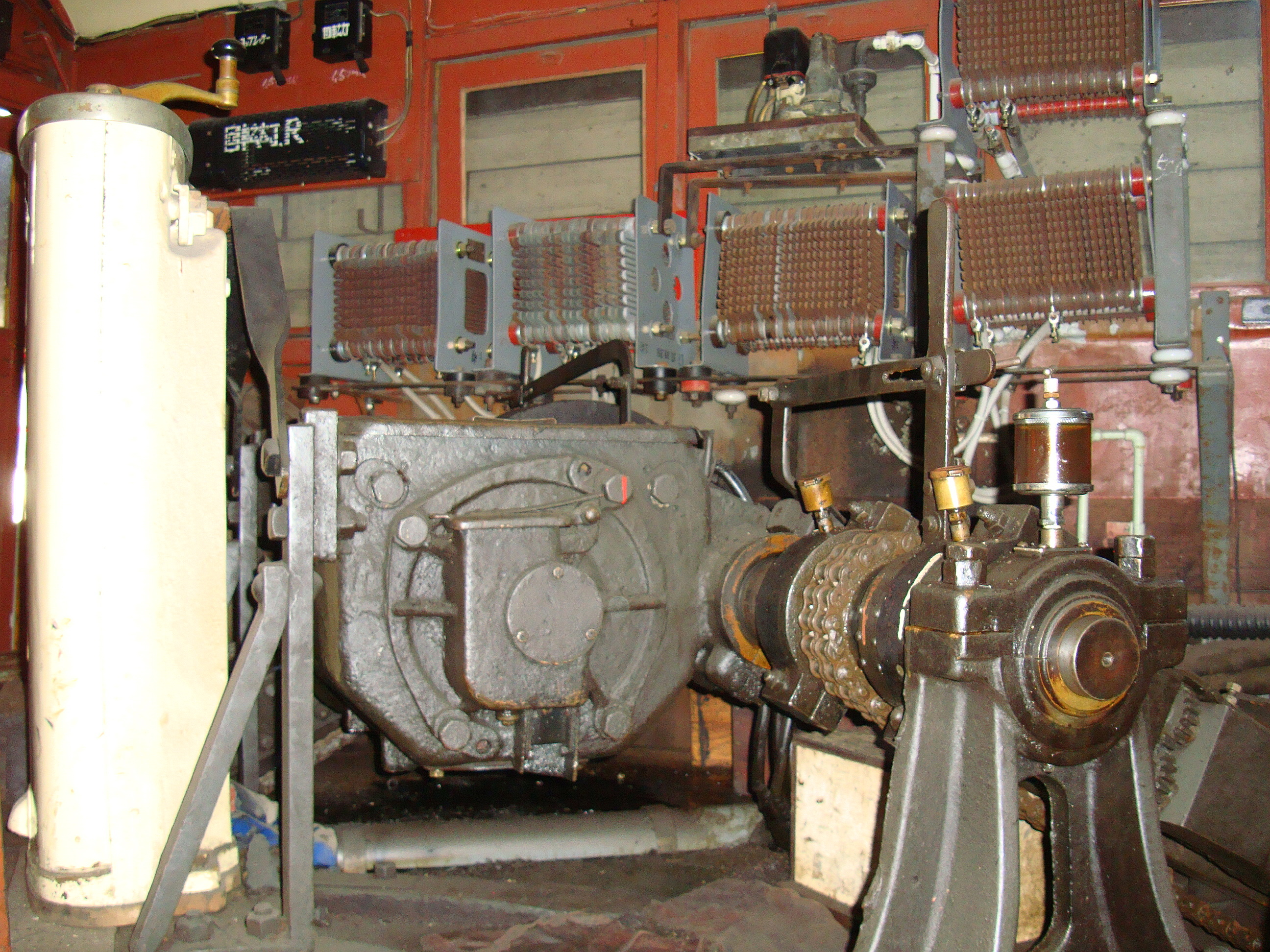
車内のササラのモーター

車体そのものはほぼ種車時代の木造のままであるが、オープンデッキ式の運転台は完全に取り去られ死重が載せられているほか、車端部にはササラ電車の特徴である除雪用のブルームが設けられている。また、側面には大型の引き戸が設けられている。
旅客車時代は客室として使用されていた個所に運転台が移設されているほか、ブルームの動力源となるモーターや制御用のダイレクトコントローラーが設置されている。

## 廃車
排3号・排4号を除いて廃車されたが、排2号は改造前の姿である30形に復元され、「箱館ハイカラ號」として4月中旬 - 10月末の期間限定で運転されている。排1と5はアメリカのシーショア路面電車博物館に譲渡されたが、現在の状態は不明。

## 運用
事業用であるため一般旅客は乗車できないが、過去には趣味団体の写真撮影のために貸し切り運転された事例がある。
1990年代中頃からは大部分の作業が除雪トラック（ササラ電車#ササラ電車の運転状況を参照）で行われるようになり、最近は11月中旬の試運転を除いて運転される機会が少なくなってきているが、湿った重い雪が大量に降ったときや、急な降雪で除雪トラックでは除雪が間に合わない時などはまだまだ出番がある。2両とも出るか、1両だけかはその時の状況によって決まる。
また2013年、函館の路面電車100周年記念行事では39号、530号、723号、9602号とともに1列になって全線を練り歩く「電車大行進」が行われ、ブラシを回さずに運行が行われた。

## その他

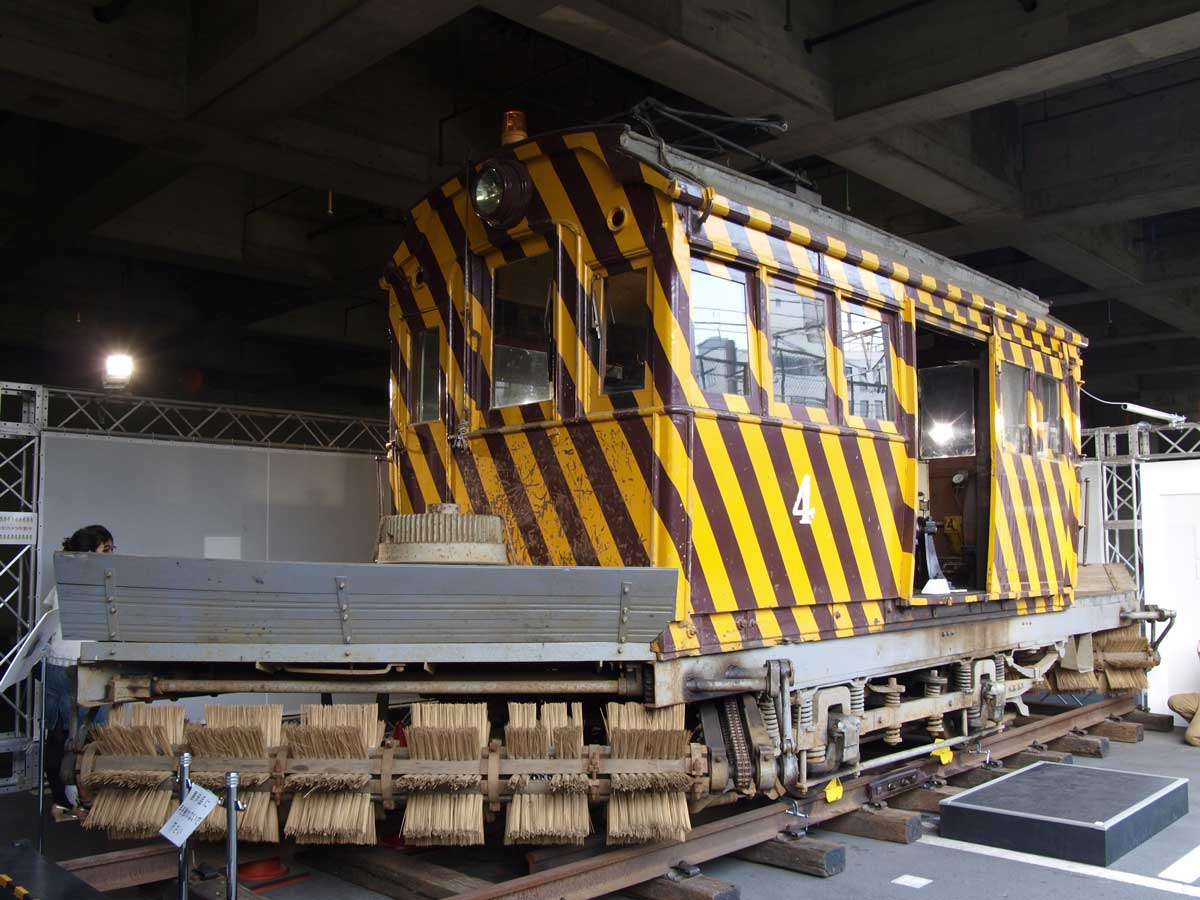
江戸東京博物館にて展示中の排4号

2011年、東京都交通局が設立100周年を迎える事から東京都江戸東京博物館にて特別展が開催され、現存する最古の都電（市電）車両として当車が一時搬出の上展示された。